# Gaios Pinnios Restitutos
Gaios Pinnios Restitutos oder Titos Pinnios Restitutos (griechisch [...]ος Πίννιος Ῥεστιτοῦτος) (geboren im 2. Jahrhundert; gestorben im 3. Jahrhundert) war entweder ein römischer Villenbesitzer in Nea Paphos, heute Paphos auf Zypern, Archäologischer Park Pafos oder ein dort tätiger Mosaizist.

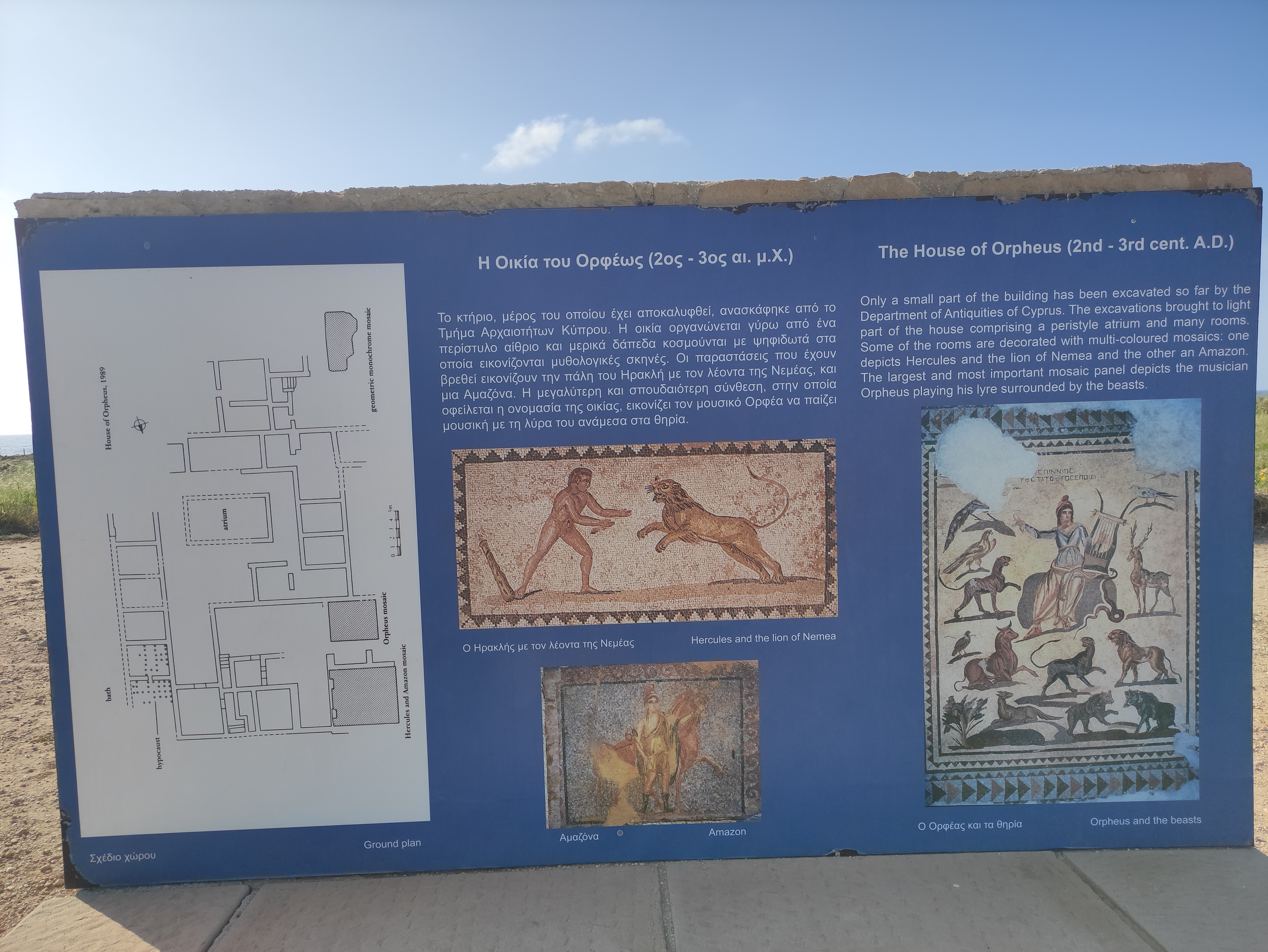
An einer Schauwand im Archäologischen Park Pafos ist das Mosaik des Lyra spielenden „Orpheus unter den Tieren“ dargestellt

Der Name von Pinnios Restitutos ist nur durch eine Inschrift im „Haus des Orpheus“ in Nea Paphos bekannt. In einem Raum dort wurde 1984 ein Mosaik mit der Darstellung des Lyra spielenden „Orpheus unter den Tieren“ gefunden. Oberhalb der Darstellung verläuft die in griechischer Sprache verfasste Inschrift mit dem lateinischen Namen, der auf Grund der Form mit drei Namensbestandteilen auf einen römischen Bürger hinweist. Vom Vornamen hat sich nur die Endung -os erhalten, als Ergänzung vermutet wird Titos oder Gaios.
Umstritten ist, ob das in der Inschrift enthaltene Verb „ἐποίει“ (hat es gemacht) auf den Mosaizisten verweist, wie dies in der Regel der Fall ist. Auf Grund der Stellung als römischer Bürger wurde jedoch auch angenommen, dass die genannte Person der Auftraggeber des Mosaiks und damit mutmaßlich der Hausbesitzer war. Allerdings sind auch römische Bürger als Mosaizisten nachweisbar, wenn auch sehr selten.